# Mem Fox

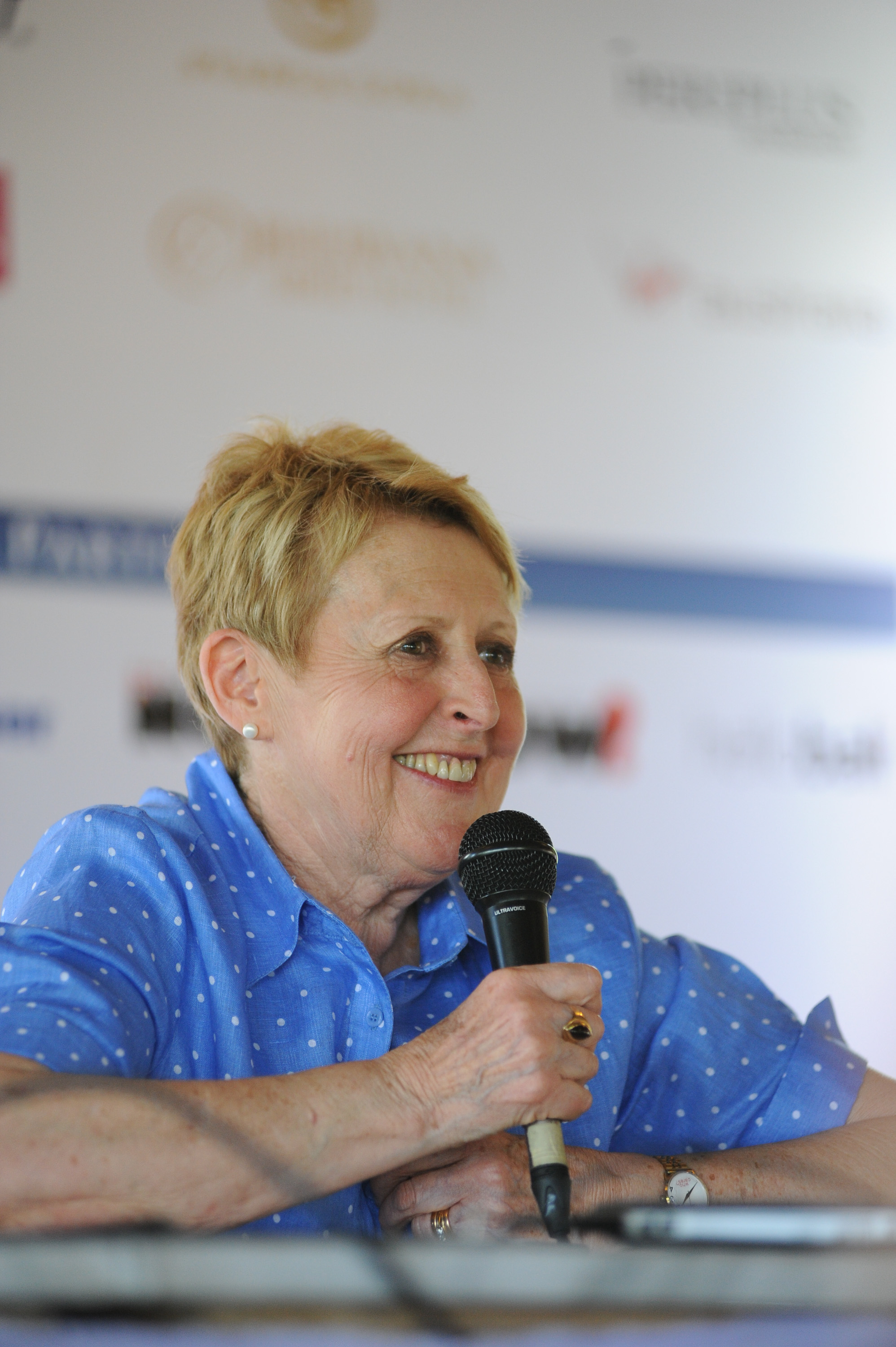
Mem Fox, 2014

Mem Fox (* 5. März 1946 als Merrion Partridge in Melbourne, Australien) ist eine australische Schriftstellerin und Erziehungswissenschaftlerin, die vor allem durch zahlreiche Kinderbücher bekannt wurde.

## Biographie
Merrion Partridge kam 1946 in Melbourne als Tochter der Missionare Wilfrid Gordon McDonald Partridge und Nancy Partridge zur Welt. Kurz nach der Geburt siedelte ihre Familie von Melbourne nach Hope Fountain in Simbabwe um. 1965 ging Mem nach London, studierte dort Drama und lernte den Englischlehrer Malcolm Fox kennen, den sie 1969 heiratete. Das Paar lebte zunächst ein halbes Jahr in Ruanda, wo Mem Fox als Lehrerin arbeitete. Danach ging sie mit ihrem Mann nach Adelaide, um dort ihren Großvater zu versorgen.
In Adelaide begann Fox in den 1970er Jahren an der Flinders University Kinderliteratur zu studieren. Eine ihre Hausarbeiten, die Geschichte Hush the Invisible Mouse, entwickelte sich später zu ihrem ersten Kinderbuch Possum Magic. Possum Magic wurde zunächst von 9 Verlagen abgelehnt und schließlich 1983 von Omnibus Books veröffentlicht, nachdem Fox im Auftrag des Verlags die Maus durch ein typisch australisches Tier, ein Opossum, ersetzt hatte. Bis heute ist es mit über 3 Millionen verkauften Exemplaren das erfolgreichste Kinderbuch Australiens. Es folgten mehr als 30 weitere Kinderbücher. Ihr Buch Time for Bed wurde von der Zeitung The Daily Telegraph unter die 100 besten Kinderbücher aller Zeiten gewählt. Die New York Public Library zählt Where is the Green Sheep? zu den 100 besten Kinderbüchern der letzten 100 Jahre.
Neben ihrer Tätigkeit als Schriftstellerin lehrte Mem Fox an der Flinders University im Fach Literatur und Pädagogik und beschäftigte sich dabei vor allem mit der Leseentwicklung von Kindern. 1996 gab sie ihre Stelle als Assistenzprofessorin auf und ist als Beraterin in nationalen und internationalen Projekten zur Alphabetisierung tätig.
Am Australia Day 1993 wurde Fox aufgrund ihrer Verdienste für die australische Kinderliteratur zum „Mitglied des Australischen Ordens“ (engl. Member of the Order of Australia) ernannt. 2003 wurde ihr für ihre öffentlichen Verdienste die Prime Minister’s Centenary of Federation medal verliehen.
Fox’ Tochter ist die australische Journalistin und Politikerin Chloë Fox, sie lebt mit ihrem Mann in Glenelg, Victoria.
Anfang Februar 2017 wurde Fox bei ihrer 117. Einreise in die USA im Rahmen der verschärften Einreisepolitik der USA unter Präsident Trump zwei Stunden lang öffentlich befragt, woraufhin Fox erklärte, „sie werde wohl nie wieder in die USA zu reisen bereit sein“.

## Kontroversen
Fox’ 1988 erschienenes Buch Guess what?, in dem sich am Ende herausstellt, dass darin die beschriebene alte Frau ein Hexe ist, gehörte von 1990 bis 2000 laut der American Library Association zu den 100 Büchern (Platz 66), für die am häufigsten eine Einschränkung der öffentlichen Verfügbarkeit gefordert wurde, da das Buch mutmaßlich okkulte Anklänge habe und eine positive Bewertung von Hexerei enthalte.
2008 sorgte Mem Fox für Aufsehen, als sie die Tagesbetreuung von Kleinkindern in Kinderkrippen mit der Zwingerhaltung von Hunden verglich.

## Kinderbücher
- Tell Me About Your Day Today 2012
- Let's Count Goats 2010
- Hello Baby! 2009
- Ten Little Fingers and Ten Little Toes 2008
- Where the Giant Sleeps 2007
- A Particular Cow 2006
- Hunwick’s Egg 2005
- Where Is the Green Sheep? 2004
- The Magic Hat 2002
- Harriet, You’ll Drive Me Wild! 2000
- Sleepy Bears 1999
- Whoever You Are 1998
- Boo to a Goose 1996
- Wombat Divine 1995
- Tough Boris 1994
- Time for Bed 1993
- Memories 1992
- Sophie 1989
- Shoes from Grandpa 1989
- Feathers and Fools 1989
- Night Noises 1989
- With Love at Christmas 1988
- Koala Lou 1988
- Guess what? 1988
- Goodnight Sleep Tight 1988
- A Bedtime Story 1987
- The Straight Line Wonder 1987
- Sail Away: The Ballad of Skip and Nell 1986
- Just Like That 1986
- Hattie and the Fox 1986
- Arabella, the Smallest Girl in the World 1986
- Zoo-Looking 1986
- A Cat Called Kite 1985
- Wilfrid Gordon McDonald Partridge 1984
- Possum Magic 1983

## Weitere Veröffentlichungen
- Reading Magic: Why Reading Aloud to Our Children Will Change Their Lives Forever. Harvest Books, 2008
- Radical Reflections: Passionate Opinions on Teaching, Learning, and Living. Harvest Books, 1993
- Dear Mem Fox, I Have Read All Your Books Even the Pathetic Ones: And Other Incidents in the Life of a Children's Book Author. Harvest Books, 1992